# Jeno's Pizza (Colombia)
Jeno's Pizza es una cadena de pizzerías de Colombia. En 2010 fue adquirida por la multinacional española Telepizza.

## Historia
Jeno's Pizza es fundada en 1973 por Alfredo Gracia y Hernando Soto, estableciendo el primer punto de venta en el barrio el Lago de Bogotá. En 1976 abre un segundo establecimiento y en 1978 ya cuenta con cinco puntos de venta. Entre los años 80 y 90 Jeno’s Pizza entra en un proceso de expansión que lo lleva a crecer hasta los 60 puntos de venta. A principios de los años 90, también se crea la planta de producción y se estructura la empresa con sus gerencias. 
Originalmente la cadena de restaurantes estaba dirigida a atender a niños y familias, por lo que la demanda del mercado infantil lleva a la cadena a crear el 11 de diciembre de 1992 el Jeno's Club, puntos de venta con salas recreativas para niños. En 2005 se decide renovar la marca modificando la identidad corporativa de la compañía y el material publicitario.
En junio de 2010 la cadena es adquirida por la multinacional española Telepizza, integrándose en sus más de 1000 restaurantes por todo el mundo. En diciembre de 2010 la compañía completó la renovación de 15 de sus 80 sucursales, continuando el trabajo en 2011 para modernizar las infraestructuras existentes.
En 2011 Jeno's Pizza planeaba implementar un plan de expansión inaugurando cerca de 30 nuevos puntos de ventas para alcanzar un total de 105. La apertura de estos nuevos restaurantes tuvo lugar durante 2011 en Bogotá, Cali, Medellín, Barranquilla, Cartagena, Bucaramanga, Pereira y Manizales. En octubre a diciembre de 2013 inauguraron una nueva sucursal en la ciudad de Valledupar en el departamento del Cesar, estableciendo allí su primer restaurante Jeno's Pizza.

## Presencia en Colombia

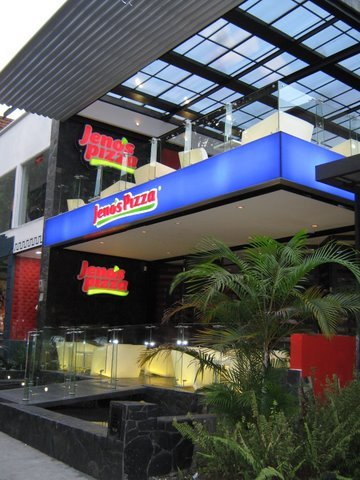
Restaurante Jeno's Pizza en Nutibara, Medellín.

En marzo de 2016 Jeno's Pizza disponía de 111 locales, siendo ésta su distribución:
| Departamento    | Ciudad        | Sucursales |
| Cundinamarca    | Bogotá        | 64         |
| Antioquia       | Medellín      | 11         |
| Valle del Cauca | Cali          | 9          |
| Atlántico       | Barranquilla  | 8          |
| Bolívar         | Cartagena     | 5          |
| Magdalena       | Santa Marta   | 3          |
| Meta            | Villavicencio | 1          |
| Huila           | Neiva         | 1          |
| Caldas          | Manizales     | 1          |
| Santander       | Bucaramanga   | 1          |
| Risaralda       | Pereira       | 1          |
| Cundinamarca    | Girardot      | 1          |
| Cesar           | Valledupar    | 1          |
| Córdoba         | Montería      | 1          |
| Boyacá          | Tunja         | 1          |
| TOTAL           |               | 111        |

Desde entonces, la marca ha seguido expandiéndose en esas y otras ciudades, tales como Chía, Soacha y Zipaquirá (Cundinamarca), Palmira (Valle del Cauca), Soledad (Atlántico), Ibagué (Tolima) y San Andrés (San Andrés y Providencia).